# Halls Creek
Halls Creek är en ort i Australien. Den ligger i kommunen Halls Creek Shire och delstaten Western Australia, i den nordvästra delen av landet, 2 800 km nordväst om huvudstaden Canberra. Orten hade 1 499 invånare år 2016.